# Joe Crawford (cestista)
Joseph Reshard Crawford II, detto Joe (Detroit, 17 giugno 1986), è un ex cestista statunitense.

## Carriera
È stato selezionato dai Los Angeles Lakers al secondo giro del Draft NBA 2008 (58ª scelta assoluta).

## Palmarès
- McDonald's All-American Game (2004)